# Bayon
Bayon (bajɔ̃) – miejscowość i gmina we Francji, w regionie Grand Est, w departamencie Meurthe i Mozela.
Według danych na rok 1990 gminę zamieszkiwały 1464 osoby, a gęstość zaludnienia wynosiła 242 osób/km² (wśród 2335 gmin Lotaryngii Bayon plasuje się na 279. miejscu pod względem liczby ludności, natomiast pod względem powierzchni na miejscu 920.).

## Populacja

Populacja Bayon w latach 1962–2008